# La calle (película)
La calle es una película de Argentina filmada en blanco y negro dirigida por Luis Lentier, seudónimo de Rubén Martínez Cuitiño sobre su propio guion escrito según la obra Marta Gruni de Florencio Sánchez que se produjo en 1953 y no fue estrenada comercialmente.

## Comentarios
El filme fue interpretado por Mario A. Mittelman, quien más adelante fue técnico y director de cine, acompañado por actores no profesionales.
El director Rubén Martínez Cuitiño, que es además un coleccionista de cine, dijo que la película tenía intenciones “neorrealistas” y que los negativos se quemaron en el incendio ocurrido en 1961 en los laboratorios Cristiani.